# Реденс, Станислав Францевич
Станисла́в Фра́нцевич Ре́денс (пол. Stanisław Redens; 17 мая 1892 — 12 февраля 1940) — комиссар государственной безопасности 1 ранга (26 ноября 1935). Входил в состав особой тройки НКВД СССР.

## Ранние годы
Родился 17 мая 1892 года в семье сапожника в городе Мазовецк (Тыкоцин) Ломжинской губернии. Поляк. Рано остался без отца. С 1907 работал на Днепровском металлургическом заводе (Каменское). Окончил начальное училище. В 1914 вступил в РСДРП, большевик. В 1914 мобилизован в армию, но в 1915 демобилизован по состоянию здоровья, работал на заводах. В 1917 секретарь Каменского комитета РСДРП(б), секретарь Союза металлистов на Днепровском заводе, секретарь польской группы Социал-демократии Польши и Литвы.

## Работа в ВЧК-ОГПУ
В феврале 1917 года делегат в первый состав гарнизонного совета солдатских депутатов г. Екатеринослава. С 1918 года работал в ВЧК — следователь, секретарь Президиума ВЧК, секретарь Председателя ВЧК.
В 1919—1924 гг. на руководящей работе в Одесской (летом 1919 и с марта 1920), Киевской, Харьковской (с 12 августа 1920) и Крымской губЧК (с декабря 1920). Член коллегии Всеукраинской чрезвычайной комиссии при СНК УССР.

### Красный террор в Крыму и Крымская Чрезвычайная комиссия
декабря 1920 года была создана Крымская чрезвычайная комиссия (КрымЧК) — территориальное подразделение Всероссийской ЧК. Первым председателем был назначен Каминский, направленный в Крым из Москвы. 21 декабря 1920 года. Вскоре Каминского сменил С. Ф. Реденс, назначенный полномочным представителем ВЧК на территории Крыма в декабре 1920 года и прибывший на полуостров 19 января 1921 года. Он реорганизовал работу Крымской чрезвычайной комиссии, создав в Симферополе, Севастополе и Керчи самостоятельные городские ЧК (с правом вынесения смертных приговоров), подчиняющиеся непосредственно ему, а в Феодосийском, Ялтинском и Евпаторийском уездах — подчиняющиеся политбюро (с правами ведения следствия). Уполномоченные представители С. Ф. Реденса были направлены в ряд уездов Крыма. Сам Реденс разместился в Симферопольской ЧК, которая 18 апреля 1921 года приняла решение о расформировании особых отделов и о реорганизации Симферопольской ЧК в Крымскую областную ЧК, с особым отделом при ней, взявшую на себя функции общего управления деятельностью карательных органов в Крыму. В сентябре 1921 года вместо ушедшего на повышение Реденса КрымОЧК возглавил прибывший из Белоруссии А. И. Ротенберг.
С 12 августа 1921 в центральном аппарате — заместитель начальника, с 5 сентября 1921 начальник Административно-организационного управления ВЧК. В сентябре 1922 Реденс вновь возглавил Крымский отдел ГПУ, а 25 апреля 1923 стал председателем ГПУ Крымской АССР. Также в мае-июне 1924 начальник Особого отдела ОГПУ Морских сил Чёрного моря.
С июня 1924 до 1926 — помощник председателя и секретарь Президиума ВСНХ СССР (Ф. Э. Дзержинский). В 1926-28 — секретарь Коллегии и управляющий делами Наркомата рабоче-крестьянской инспекции СССР и ЦКК ВКП(б).
С 10 ноября 1928 — полпред ОГПУ по ЗСФСР и председатель Закавказского ГПУ.
С мая по июль 1931 года был полномочным представителем ОГПУ при СНК СССР по Белорусскому военному округу и одновременно председателем ГПУ Белорусской ССР.
С июля 1931 по февраль 1933 — полпред ОГПУ по Украинской ССР — председатель ГПУ УССР.
Был одним из организаторов раскулачивания на Украине.

## Большой террор
С 20 февраля 1933 года возглавлял Полномочное представительство ОГПУ по Московской области, с июля 1934 по январь 1938 года начальник Управления НКВД по Московской области. Руководил развёртыванием массового террора в Москве и Подмосковье. Был одним из организаторов сфабрикованного процесса над Зиновьевым и Каменевым, также процесса по делу Рютина. Один из организаторов репрессий в РККА в 1937—1938 годах. Этот период отмечен вхождением в состав особой тройки (председатель), созданной по приказу НКВД СССР от 30.07.1937 № 00447 и активным участием в сталинских репрессиях.
С 26 ноября 1935 года — комиссар госбезопасности 1-го ранга. Член ЦКК ВКП (б) (1927—1934). Член ЦРК ВКП (б) (с 1934). 12 декабря 1937 года избран депутатом Совета Союза Верховного Совета СССР 1-го созыва от Московской области.
20 января 1938 года снят с поста начальника Управления НКВД по Московской области и назначен наркомом внутренних дел Казахской ССР.

## Арест и казнь
В ноябре 1938 года был снят с поста наркома внутренних дел Казахской ССР и 21 ноября 1938 года арестован. Содержался в Лубянской и Сухановской тюрьмах. 21 января 1940 года Военной коллегией Верховного суда СССР на основании статей 58-1а, 17-58-8 и 58-11 УК РСФСР был приговорён к расстрелу. Реденс был признан виновным в шпионаже в пользу польской разведки, а также в том, что он являлся участником заговорщической организации в системе НКВД, и по её заданию проводил враждебную работу, направленную на избиение партийно-советских кадров, проводил массовые необоснованные аресты советских граждан, многие из которых были расстреляны. На предварительном следствии и в судебном заседании Реденс признал факты применения им необоснованных репрессий в отношении многих советских граждан. Расстрелян 12 февраля 1940 года.

### Реабилитация
В 1957 году по ходатайству вдовы Реденса — Анны Сергеевны Аллилуевой о пересмотре дела мужа, была проведена проверка, однако в реабилитации было отказано. Реабилитирован 16 ноября 1961 года (посмертно) после очередного обращения Аллилуевой и прямого указания Н. С. Хрущёва.
В 1988—1989 годах Прокуратура СССР в результате дополнительной проверки установила, что Реденс за совершение фальсификации уголовных дел был реабилитирован необоснованно, однако, в связи с тем, что с момента принятия решения о реабилитации прошло 27 лет, юридической возможности отменить это решение нет.

## Информация о семье
Был женат на Анне Сергеевне Аллилуевой (1896—1964), сестре Н. С. Аллилуевой, второй жены Сталина, то есть приходился Сталину свояком. В 1948 году А.С. Аллилуева (Реденс) была арестована и приговорена к 10 годам тюрьмы. Освобождена в 1954 году.  Просидев несколько лет в одиночке, вышла на свободу с явными признаками психического расстройства.  Похоронена на Новодевичьем кладбище.
- Дети: Леонид (1928—умер 20.12.2023, Москва[9]) и Владимир (г.р.1935).
- Внуки: Ольга Леонидовна (г.р..1964) и Сергей Владимирович (г.р.1959).

В 1995 году сын Реденса Владимир опубликовал мемуары «Сталин — Алиллуевы. Хроника одной семьи», в которых во многом оправдывал Сталина.
Доктор исторических наук Эммануил Иоффе утверждает, что Реденс является племянником Дзержинского, хотя все братья и сёстры Дзержинского хорошо известны, и Реденс не является сыном кого-либо из них, его родители умерли в начале 1890-х годов.

## Награды
- Орден Ленина (11.07.1937),
- Орден Красного Знамени (20.11.1925),
- Орден Трудового Красного Знамени УССР (23.12.1927),
- Орден Трудового Красного Знамени ЗСФСР (07.03.1932),
- Медаль «XX лет РККА» (22.02.1938).